# Jan Weissenbruch
Johannes Weissenbruch (Den Haag, 18 maart 1822 - aldaar, 15 februari 1880), beter bekend als Jan Weissenbruch, was een van de bekendste stadsschilders uit de negentiende eeuw. Hij was niet alleen een bekend schilder, maar verwierf ook als aquarellist, tekenaar, lithograaf en vooral als etser faam. Hij was een neef van beeldend kunstenaar Jan Hendrik Weissenbruch.

## Levensloop
Januari 1834 werd de elfjarige Jan Weissenbruch ingeschreven als leerling van de Teekenacademie, die later de Koninklijke Academie van Beeldende Kunsten zou gaan heten. Hij zou er blijven tot en met het schooljaar 1840/41. Enkele van zijn leraren waren Georg Hessler, Antonie Waldorp, Isaac Cornelis Elink Sterk, maar vooral Sam Verveer bracht hem de compositie van stads- en dorpsgezichten bij.
Jan Weissenbruch was vooral in Den Haag werkzaam, hoewel hij ook enige tijd verbleef in Leerdam, in Culemborg en in België, waar hij onder andere Sint-Denijskerk (Luik) schilderde. Zijn voorkeur ging uit naar zeer minutieus geschilderde stadsgezichten, met bruggetjes en kanalen en vaak met scherp invallend zonlicht. In zijn grafisch werk bereikte hij een grote vrijheid, wat zijn faam ten goede kwam.
Nauwelijks van de academie, in 1847, speelde hij al een rol bij de oprichting van het artistieke genootschap Pulchri Studio, samen met zijn neef Johan Hendrik, Willem Roelofs en de eerste voorzitter Bart van Hove. Bij de taakverdeling namen Weissenbruch en Lambertus Hardenberg de organisatie van de kunstbeschouwingen onder hun hoede. Hij was in 1848 medeoprichter van de Haagsche Etsclub en won in 1857 een gouden medaille op een Haagse tentoonstelling.
Weissenbruch was ook restaurateur en kunstverzamelaar. Hij verzamelde onder andere tekeningen, prenten en boeken.

## Werken
Een selectie van de werken van Jan Weissenbruch.
| Datering        | Titel                                                        | Verblijfplaats                | Afbeelding |
| --------------- | ------------------------------------------------------------ | ----------------------------- | ---------- |
| na 1848         | De Goilberdingerpoort in Culemborg, gezien vanuit het zuiden | onbekend                      |            |
| 1850            | De oude haven met de Bottelpoort in Nijmegen                 | Museum Het Valkhof            |            |
| 1850-1854       | Aan de Lek bij Elshout                                       | Teylers Museum                |            |
| 1850-1860       | De kerk van St. Denis te Luik                                | Rijksmuseum Amsterdam         |            |
| 1860            | Binnenplaats bij het stadhuis te Culemborg                   | Dordrechts Museum             |            |
| 1860-1862       | Gezicht op de Mariakerk te Utrecht                           | Museum Boijmans Van Beuningen |            |
| circa 1860-1880 | Een straat in het oude deel van Batavia                      | Rijksmuseum Amsterdam         |            |
| voor 1864       | Gezicht op de Muurhuizen bij de Dieventoren te Amersfoort    | Rijksmuseum Twenthe           |            |
| circa 1868-1870 | Een stadspoort in Leerdam                                    | Rijksmuseum Amsterdam         |            |

- Auckland Art Gallery Toi o Tāmaki: 10273
- Bibliothèque nationale de France: cb170921013 (data)
- Biografisch Portaal: 07020042
- Digitale Bibliotheek voor de Nederlandse Letteren: weis009
- Gemeinsame Normdatei: 132309947
- International Standard Name Identifier: 0000 0000 6688 7290
- Library of Congress Control Number: nr91024660
- Nederlandse Thesaurus van Auteursnamen: 070052239
- RKD-Nederlands Instituut voor Kunstgeschiedenis: 83474
- Système universitaire de documentation: 118929941
- Union List of Artist Names: 500020251
- Virtual International Authority File: 70087120
- WorldCat: E39PBJtcFdjxDPtHJwddg6w6Kd